# Operatie Atlantic Resolve
Operatie Atlantic Resolve is een verwijzing naar militaire acties van NAVO-landen in West-Europa als gevolg van de Russisch-Oekraïense Oorlog die begon in 2014. Officieel is het geen NAVO-operatie.
De operatie is onderdeel van het Europees Afschrikkingsinitiatief (in het Engels: European Deterrence Initiative) dat gestart werd door de Verenigde Staten als reactie op de annexatie van de Krim door Rusland. De operatie is een preventieve actie om Rusland ervan te weerhouden Europese landen aan te vallen, en om verschillende krijgsmachten te laten samenwerken.

## Achtergrond
Na de annexatie van de Krim en de uit de hand lopende Russisch-Oekraïense oorlog werd door Amerika het Europees Afschrikkingsinitiatief opgezet, waar operatie Atlantic Resolve een onderdeel van is.
In de nasleep van de Russische annexatie van de Krim hebben de Verenigde Staten (VS) en het Verenigd Koninkrijk (VK) verschillende maatregelen genomen om de afschrikkingspositie langs de oostelijke flank van de Noord-Atlantische Verdragsorganisatie (NAVO) te versterken, waaronder het vergroten van de aanwezigheid in de lucht, op de grond en ter zee in de regio en het verbeteren van eerder geplande oefeningen.

## Overzicht

### 2014
| Operatie                                          | Datum                           | Plaats                                   | Notities |
| ------------------------------------------------- | ------------------------------- | ---------------------------------------- | --- |
| Exercise Spring Storm 14                          | 3 - 24 mei 2014                 | Estland                                  | Ongeveer 2.000 medewerkers uit Denemarken, Frankrijk, Italië, Letland, Polen, het VK en de VS voegen zich bij de 5.000 troepen van de EDF.                                                                                      |
| Exercise Flaming Sword 14                         | 12 mei - 2 juni 2014            | Litouwen                                 | Ongeveer 2000 soldaten uit Canada, Tsjechië, Georgië, Duitsland, Hongarije, Letland, Litouwen, Polen, het VK en de VS, namen deel aan de training.                                                                              |
| Exercise Namejs 14                                | 17 - 30 mei 2014                | Letland                                  | |
| Exercise Saber Guardian 14                        | 21 maart - 4 april 2014         | Bulgarije                                | De oefening omvat troepen uit 12 landen, waaronder Bulgarije, Polen, Roemenië, Turkije, Oekraïne en de VS. |
| Exercise Summer Shield 14                         | 7 - 18 april 2014               | Letland                                  | De oefening omvatte marine korpsen van de landen Letland, Estland, Litouwen en de VS. |
| Exercise Platinum Eagle 14                        | 29 april - 24 mei 2014          | Roemenië                                 | De oefening omvatte soldaten uit de landen: Roemenië, Bulgarije, Noord-Macedonië en de VS. |
| Exercise Platinum Lynx 14-5                       | 5 - 16 mei 2014                 | Roemenië                                 | Soldaten uit Roemenië en VS namen aan de oefening deel. |
| Exercise Rochambeau                               | 11 - 25 mei 2014                | Frankrijk                                | Oefening omvatte soldaten uit Frankrijk, Verenigd Koninkrijk en de Verenigde Staten. |
| Exercise Combined Resolve II                      | 15 - 30 juni 2014               | Duitsland                                | Oefening Combined Resolve II omvat meer dan 4.000 militairen uit 13 landen, waaronder Duitsland, Albanië, Oostenrijk, België, Bulgarije, Kroatië, Frankrijk, Georgië, Hongarije, Litouwen, Roemenië, Servië, Slovenië en de VS. |
| Exercise Saber Strike 14                          | 9 - 20 juni 2014                | Estland Letland Litouwen                 | De oefening omvatte troepen uit Canada, Denemarken, Estland, Finland, Letland, Litouwen, Noorwegen, Polen, de Verenigde Staten en het Verenigd Koninkrijk.                                                                      |
| Exercise Saber Junction 14 / Steadfast Javelin II | 13 augustus - 17 september 2014 | Duitsland Polen Estland Letland Litouwen | |
| Exercise Strike Back 14                           | 6 - 17 oktober 2014             | Bulgarije                                | De oefening omvatte alle 29 NAVO lidstaten plus Finland en Zweden. |
| Exercise Combined Resolve III                     | oktober - november 2014         | Duitsland                                | Soldaten uit 19 landen namen deel aan de oefening waaronder soldaten uit Nederland. |
| Exercise Rapid Trident 14                         | 16 - 26 september 2014          | Oekraïne                                 | De oefening omvatte soldaten uit: Oekraïne, Azerbeidzjan, Bulgarije, Canada, Georgië, Duitsland, het Verenigd Koninkrijk, Letland, Litouwen, Moldavië, Noorwegen, Polen, Roemenië, Spanje en de VS.                             |
| Exercise Phoenix Resolve                          | 3 - 22 november 2014            | Roemenië                                 | De oefening omvatte 500 soldaten uit de Verenigde Staten en Roemenië. |
| Exercise Rubicon                                  | 13 - 21 november 2014           | Roemenië                                 | Soldaten uit Roemenië en de VS namen deel aan de oefening. |

### 2015
| Operatie                       | Datum                    | Plaats                                            | Notities |
| ------------------------------ | ------------------------ | ------------------------------------------------- | --- |
| Operation Dragoon Ride         | 21 maart - 1 april 2015  | Duitsland Tsjechië Polen Estland Letland Litouwen | |
| Exercise Saber Junction 15     | 23 maart - 30 april 2015 | Duitsland                                         | Deelnemende landen zijn onder meer Duitsland, Albanië, Armenië, België, Bosnië, Bulgarije, het Verenigd Koninkrijk, Hongarije, Letland, Litouwen, Luxemburg, Noord-Macedonië, Moldavië, Polen, Roemenië, Turkije, Zweden en de Verenigde Staten. |
| Exercise Combined Resolve IV   | 13 mei - 6 juni 2015     | Duitsland                                         | 4.700 militairen, waaronder die van Albanië, Bulgarije, Kroatië, Tsjechië, Denemarken, Italië, Letland, Roemenië, Slovenië, de Verenigde Staten, Moldavië, Montenegro en Servië namen deel aan de oefening.                                      |
| Exercise Saber Strike 15       | 8 - 19 juni 2015         | Polen Letland Estland Litouwen                    | De oefening omvatte soldaten uit: Canada, Denemarken, Estland, Finland, Duitsland, Letland, Litouwen, Noorwegen, Polen, Portugal, Slovenië, het Verenigd Koninkrijk en de Verenigde Staten.                                                      |
| Exercise Immediate Response 15 | 9 - 22 september 2015    | Kroatië Slovenië                                  | |
| Exercise Combined Resolve V    | 2 - 6 november 2016      | Duitsland                                         | 4.600 militairen, waaronder die van Albanië, Bulgarije, Frankrijk, Duitsland, Litouwen, Nederland, Noorwegen, Roemenië, Slovenië de Verenigde Staten, Georgië, Montenegro en Servië.                                                             |

### 2016
| Operatie                          | Datum                          | Plaats                        | Notities |
| --------------------------------- | ------------------------------ | ----------------------------- | --- |
| Exercise Anaconda                 | 7 - 17 juni 2016               | Polen                         | 31000 militairen namen deel van verschillende NAVO en partner landen. |
| -                                 | april - mei 2016               | Polen Litouwen Roemenië       | 22 F22 van de USAF werden ingezet boven NAVO grondgebied. |
| -                                 | april - september              | Europese Unie                 | 12 F15 van de USAF werden ingezet boven NAVO grondgebied. |
| -                                 | september 2015 - januari 2016  | Europese Unie                 | 12 A-10 Thunderbolt II werden ingezet boven NAVO grondgebied. |
| -                                 | juli 2016                      | Europese Unie                 | 12 A-10 Thunderbolt II werden ingezet boven NAVO grondgebied. |
| Exercise BALTOPS 16               | 3 - 19 juni 2016               | wateren rond de Europese Unie | Marines van: België, Denemarken, Estland, Frankrijk, Duitsland, Italië, Letland, Litouwen, Nederland, Noorwegen, Polen, Portugal, Spanje, VK en VS, namen deel aan de oefening. |
| Exercise Swift Response 16        | 27 mei - 26 juni 2016          | Polen Duitsland               | Luchtmachten van: België, Duitsland, Frankrijk, Italië, Nederland, Portugal de Verenigde Staten en Spanje namen deel aan de oefening.                                           |
| Exercise Saber Strike 16          | 27 mei - 22 juni 2016          | Estland Letland Litouwen      | Deelnemende landen waren, Denemarken, Finland, Frankrijk, Duitsland, Luxemburg, Noorwegen, Polen, Slovenië, het Verenigd Koninkrijk en de Verenigde Staten.                     |
| Exercise Brilliant Jump Deploy 16 | 17 - 27 mei 2016               | Polen                         | 1500 militairen uit Spanje, Albanië en het Verenigd Koninkrijk namen deel aan de oefening.                                                                                      |
| Exercise Dynamic Manta            | 22 februari - 4 maart 2016     | Indische Oceaan               | Marines van: Frankrijk, België, Griekenland, Italië, Spanje, Turkije en de Verenigde Staten namen deel aan de oefening.                                                         |
| Exercise Cold Response 16         | 29 februari - 9 maart 2016     | Noorwegen                     | Noorwegen, Wit-Rusland, Estland, Duitsland, Litouwen, Nederland, Polen, Verenigd Koninkrijk en de VS namen deel aan de oefening.                                                |
| Exercise Combined Resolv          | 8 augustus - 15 september 2016 | Duitsland                     | Soldaten uit: Duitsland, Polen, België en de Verenigde Staten namen deel aan de oefening.                                                                                       |

### 2017

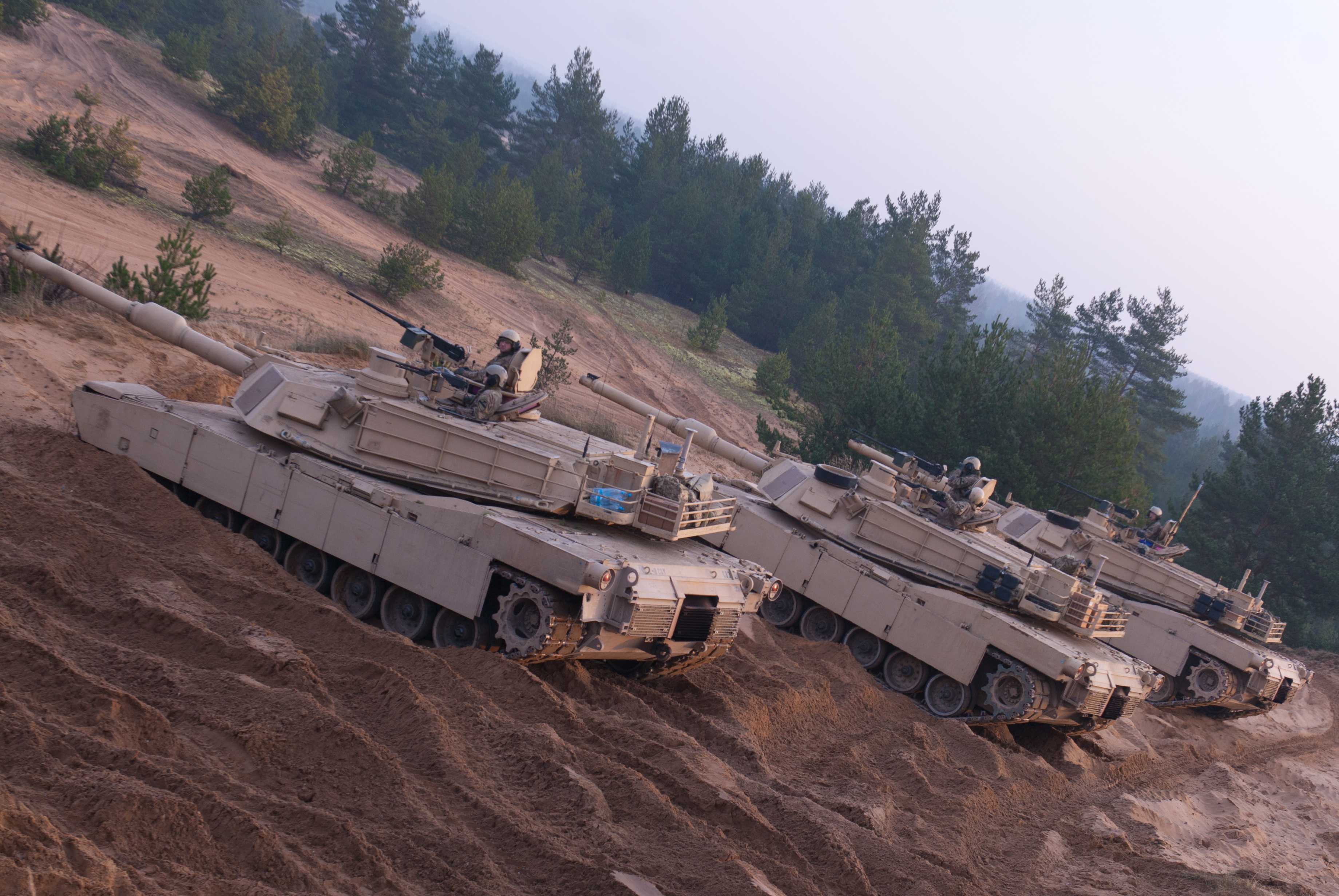
Amerikaanse tanks tijdens een oefening in Letland

Als onderdeel van Operatie Atlantic Resolve zal een volledige Amerikaanse gevechtsbrigade, het 3rd Armored Brigade Combat Team (ABCT) van de US 4th Infantry Division, worden ingezet vanuit Fort Carson via Beaumont, Texas, Bremerhaven en Polen naar het noordelijke deel van de NAVO -Oostgrens verplaatst. Op 6 januari 2017 arriveerde het eerste transportschip met militair materieel in Bremerhaven. Naast het vrachtschip Resolve zijn ook de Amerikaanse vrachtschepen Freedom and Endurance van de firma American Roll-on Roll-off Carrier (ARC) betrokken.
In totaal gaat het om 3.500 militairen en 446 rupsvoertuigen, die in eerste instantie naar Polen werden verplaatst en vanaf februari 2017 naar de Baltische staten, Bulgarije, Roemenië en de Amerikaanse basis in Grafenwöhr in de Opper-Palts. Vanaf februari 2017 worden nog eens 60 transport- en gevechtshelikopters verwacht in Illesheim, samen met 1.800 soldaten, die tijdelijk zullen worden gestationeerd in Letland, Polen en Roemenië.

### 2018
In januari 2018 werd de Amerikaanse 180th Fighter Wing met F16's gestationeerd in Europa, de unit verving de 12 A-10 vliegtuigen. De 1st Air Cavalry Brigade, 1st Cavalry Division werden vanaf oktober 2017 tot juli 2018 in Europa gestationeerd.

### 2019–heden
4th Combat Aviation Brigade, 4th Infantry Division werden tussen juli 2018 en maart 2019 naar Europa gebracht. 1st Combat Aviation Brigade, 1st Infantry Division verving de twee brigades vanaf maart tot november 2019. 3rd Combat Aviation Brigade, 3rd Infantry Division verving de twee divisies vanaf november tot juli 2020. De 101st Combat Aviation Brigade, 101st Airborne Division verving de 1st Combat Aviation Brigade, 1st Infantry Division vanaf juli 2020 tot maart 2021. 1st Combat Aviation Brigade, 1st Infantry Division was sinds maart 2021 tot december 2021. Sinds december 2021 tot september 2022 was 1st Air Cavalry Brigade, 1st Cavalry Division actief in Europa.

## Nederlandse bijdrage

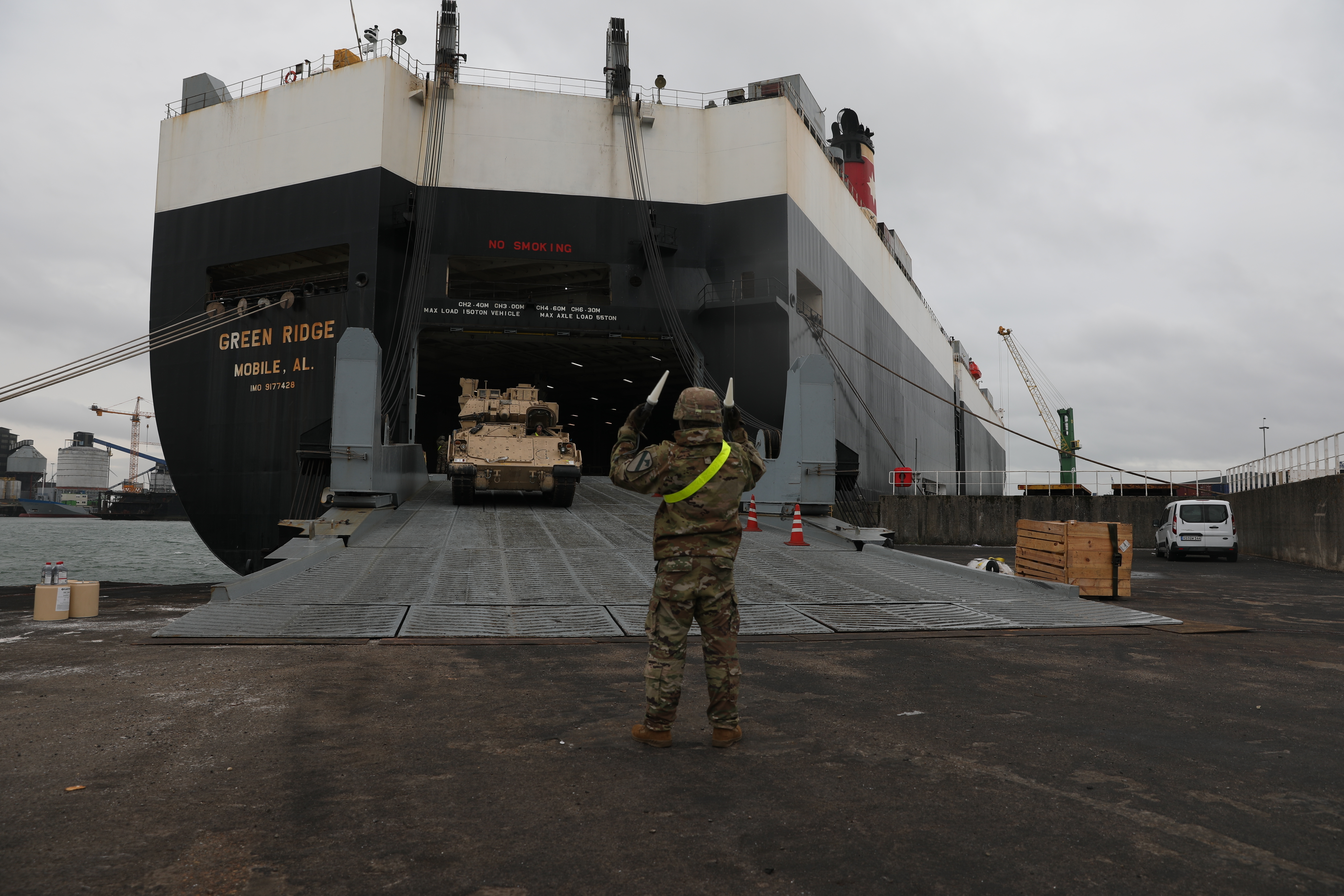
Een van de eerste drie schepen die in Vlissingen aanmeren

Nederland fungeert binnen operatie Atlantic Resolve als een Host Nation Support land. Mede als onderdeel van PESCO (Permanent Structured Cooperation) dat door de Europese Unie wordt geleid, waarin Nederland de functie van doorvoerland ook op zich heeft genomen. Host Nation Support houdt in dat Nederland dé tussenstop wordt voor voertuigen en ander materieel inclusief personeel vanuit overzeese gebieden. Vanuit de haven van Vlissingen, waar geallieerde Roll-on-Roll-of-schepen aanmeren, wordt materieel verder oostwaarts getransporteerd.